# By the Sea (brano musicale)
By the Sea è un brano musicale del musical Sweeney Todd: The Demon Barber of Fleet Street.

## Interpreti
Il brano fu interpretato nella prima del 1979 da Angela Lansbury, che recitava nel ruolo di Mrs. Lovett. La Lansbury registrò la canzone sia nella versione video del musical del 1982 sia nel CD "Sweeney Todd: The Demon Barber of Fleet Street; Original Broadway Cast".
Nella versione teatrale di Broadway del 1999 la canzone fu cantata da Patti LuPone; l'attrice recitò il ruolo anche nella versione concertata del musical del 2001 ed incise la canzone nel CD del 2005 "Sweeney Todd: Original Recording Cast".
La canzone fu anche cantata da Christine Baranski, che interpretò il ruolo di Mrs Lovett nel 2002.
Elaine Paige cantò la canzone ed interpretò il personaggio nella Tournée del Musical nel 2004.
Judy Kayke è l'attuale interprete dal ruolo (e quindi della canzone) nella tournée negli Stati Uniti d'America e Gran Bretagna, dal 2007.
Nella tournée del musical che giunse anche in Italia (a Lugo) il ruolo fu interpretato da Melissa Sparks; mentre Imelda Staunton ha ricoperto il ruolo e cantato la canzone nel festival del musical del 2011.
Nella versione cinematografica nel 2007 di Tim Burton (Sweeney Todd - Il diabolico barbiere di Fleet Street il ruolo fu interpretato da Helena Bonham Carter.